# Redmond Bluff
Das Redmond Bluff ist ein schroffes Felsenkliff von bis zu 1200 m Höhe im ostantarktischen Viktorialand. In östlicher Ausrichtung liegt es 4 km östlich des Mount Dalmeny in den Anare Mountains.
Der United States Geological Survey kartierte es anhand eigener Vermessungen und mithilfe von Luftaufnahmen der United States Navy zwischen 1960 und 1963. Das Advisory Committee on Antarctic Names benannte das Kliff 1970 nach dem US-amerikanischen Biologen James R. Redmond, der von 1967 bis 1968 für das United States Antarctic Research Program auf der McMurdo-Station tätig war.